# Adolph Reinhard
Christian Adolf (Adolph) Reinhard (* 18. Dezember 1828 in Neuwied; † 20. Juli 1898 in Heddesdorf) war ein deutscher Landwirt und Politiker.

## Leben
Reinhard war der Sohn des Bäckermeisters, Bier- und Branntweinbrauers und Landwirts Philipp Wilhelm Reinhard (* 15. Januar 1790 in Neuwied; † 9. März 1849 ebenda) und dessen Ehefrau Juliane Wilhelmine geborene Reinhard (* 25. Mai 1794 in Neuwied; † 20. Februar 1837 ebenda). Er war reformierter Konfession und heiratete am 8. November 1859 in Neuwied Elise Wilhelmine Caesar (* 5. November 1835 in Neuwied; † 30. Januar 1919 ebenda).
Reinhard diente als Einjährig-Freiwilliger beim 2. Kombinierten Grenadier-Regiment (später Regiment Königin Augusta) in Koblenz. Er erbt vom Vater den Bauernhof von 150 Morgen in Neuwied, den er 1872/1873 nach Heddesdorf verlegt. Dort lebte er als Landwirt. Er hatte besonderes Interesse an der Viehzucht (Stallhaltung von Milchkühen) und war aktiv in der Raiffeisenorgansation tätig. Er war mit Friedrich Wilhelm Raiffeisen persönlich befreundet. Daneben war er Mitglied der Casino-Gesellschaft Neuwied.
Von 1877 bis 1888 war er Abgeordneter im Provinziallandtag der Rheinprovinz. Er wurde im Stand der Landgemeinden und im Wahlkreis Neuwied gewählt. Von April 1879 bis 1888 war er Mitglied des Provinzialverwaltungsrates und dann von Juni 1888 bis zu seinem Tod 1898 Mitglied des Provinzialausschusses.